# Hanebo kyrka
Hanebo kyrka en kyrkobyggnad i Hanebo socken omkring två kilometer norr om Kilafors. Den är församlingskyrka i Hanebo-Segersta församling i Uppsala stift.

## Kyrkobyggnaden
Enligt gamla dokument fanns en kyrka i Hanebo vid början av 1300-talet. I murverket på långhusets nordsida återfinns rester av en äldre kyrka som kan vara från slutet av 1100-talet eller början av 1200-talet. Denna ursprungliga kyrka i romansk stil ersattes i början av 1300-talet av ett stort kyrkorum i gotisk stil. Kyrkan förlängdes åt öster och breddades åt söder. Under slutet av 1400-talet försågs innertaket med tegelvalv och kyrkorummet dekorerades med målningar. 1662 gjordes en grundligare renovering och där två obelisker skaffades att placeras på varje sida om altaret. Även skaffades en altartavla med Jesus korsfästelse samt predikstolen. 1708 förstorades fönstren och fönsterglas sattes in. 1776 - 1778 utökades kyrkan med korsarmar åt norr och söder och blev en korskyrka. Detta var på initiativ av dåvarande kyrkoherden Mathias Hallgren som även avstod ett års lön från församlingen. 1830-talet flyttades orgeln från östra till norra delen av kyrkan. 1876 uppfördes ett kyrktorn som ersatte en tidigare klockstapel som stod vid kyrkans sydvästra hörn. Tornet byggdes av gråsten och tegel och försågs med en kopparklädd huv och en tornspira med ett förgyllt kors. Ett tornur färdigställdes 1877 av Pellas Erik Persson från Mora. En restaurering genomfördes 1901-1902 efter ritningar av stadsarkitekten Erik Alfred Hedin i Gävle. Byggmästare var Anders Nisser, Söderhamn. Dekoreringen utfördes av artisten Berg, Stockholm. Då byggdes en ny läktare i väster och korgolvet höjdes. Även infördes centralvärme med en värmeapparat. Altare, läktaere och predikstol fick brun färg med rik förgyllning. 22 juni 1902 återinvigdes den nyrenoverade kyrkan och den nya orgeln. På 1950-talet genomfördes en restaurering under ledning av professor Erik Lundberg och arkitekt K. E. Hjalmarsson. Kyrkan fick då sin nuvarande exteriör. Tornet putsades och målades med vit kalkfärg, medan de medeltida murarna frilades från puts. Man lät varje tidsperiod få tala för sig. 15 juni 1956 återinvigdes kyrkan.

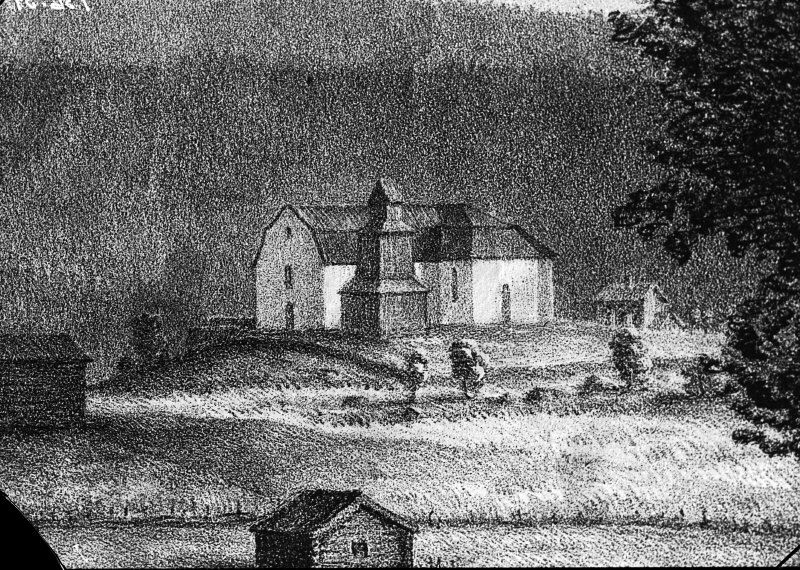
Vy från sydväst före tornbygget. Framför kyrkobyggnaden står den tidigare klockstapeln.

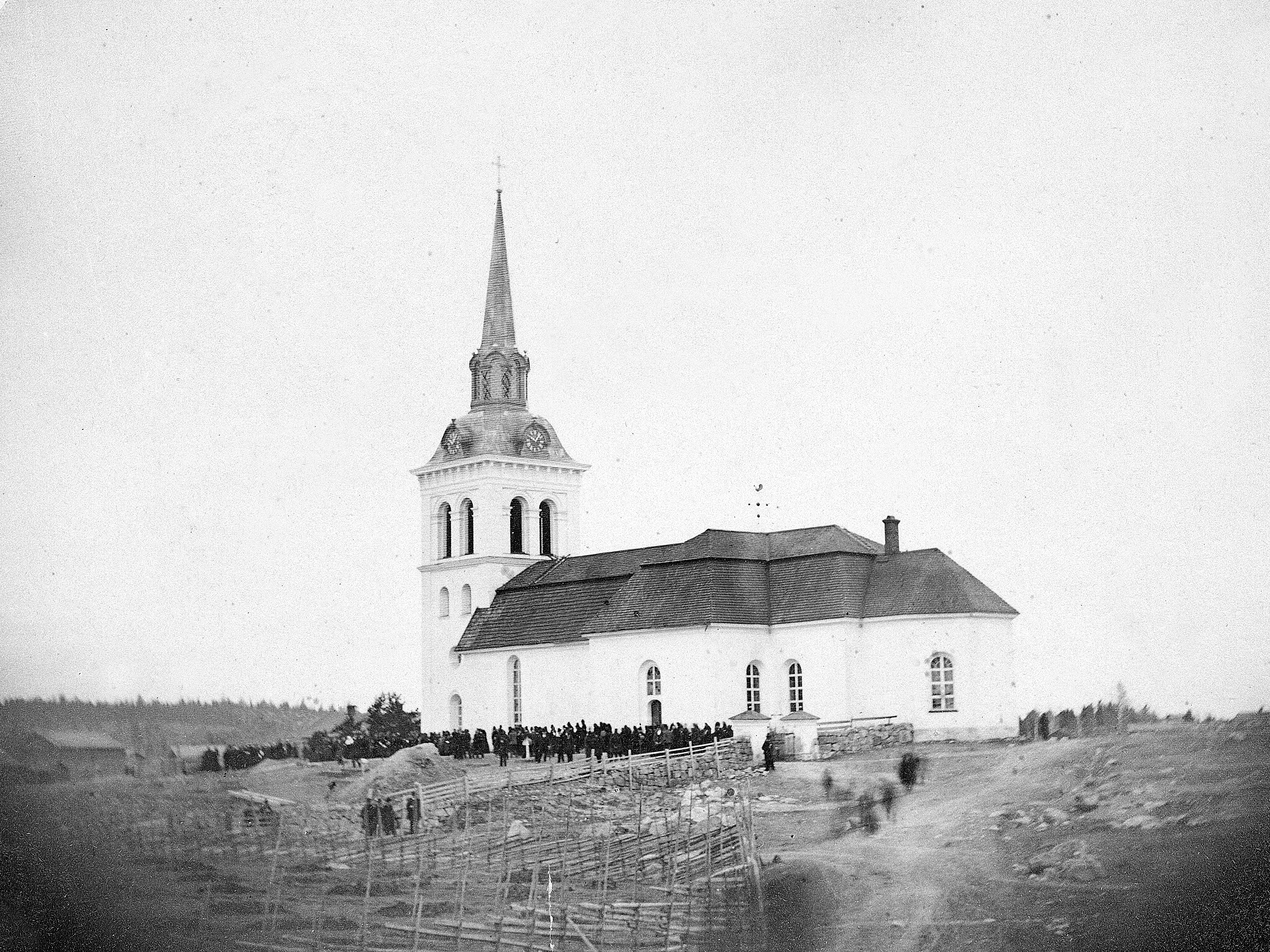
Vy från sydöst efter tornbygget.

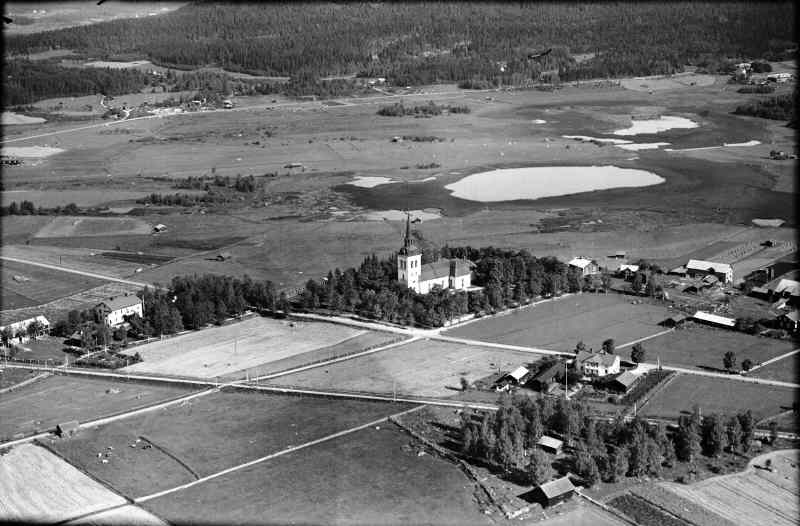
Fågelperspektiv från sydväst år 1936. Kyrkan och den trädbevuxna kyrkogården omges av Hanebo kyrkby med Kyrkbytjärnen i bakgrunden.

## Inventarier
- Altartavlan är målad av Albert Blombergsson. Tavlan har motivet Jesus i Getsemane och skänkt till kyrkan 1834 av Kilafors bruksägare . Den är en kopia av altartavlan i Ulrika Eleonora kyrka i Söderhamn målad av Fredric Westin.
- Predikstolen tillverkades 1662 och fick sitt nuvarande utseende 1714.
- Ett triumfkrucifix på kyrkorummets norra vägg är troligen från första hälften av 1300-talet.
- Vid korets södra vägg hänger en madonnaskulptur av elfenben från medeltiden.
- I vapenhuset finns resterna av en stendopfunt från omkring år 1300.
- En oblatskål är daterad till 1600-talet.
- I tornet hänger två klockor. Storklockan göts om 1768 av Daniel Flodström i Sundborn i Dalarna. Lillklockan göts enligt en inskription 1786 av N.P. Lindberg i Sundsvall.

### Orgel
- 1737 byggde Anders Bergstedt en orgel till kyrkan.[3][4]
- 1773 byggde Lars Fredrik Hammardahl, Arbrå en orgel med 10 stämmor.[5]
- 1902 byggde E A Setterquist & Son, Örebro en orgel med 15 stämmor, två manualer och pedal. Orgeln avsynades i juni 1902 av organisten Nils Edlund, Bollnäs.
- Den nuvarande orgeln byggdes 1972 av Grönlunds Orgelbyggeri AB, Gammelstad. Orgeln är mekanisk med slejflådor. Fasaden är från 1902 års orgel.

| Huvudverk I C-g3  | Svällverk II C-g3      | Pedal C-f1   | Koppel |
| Gedacktpommer 16' | Basetthorn 8´          | Subbas 16´   | I/P    |
| Principal 8´      | Salicional 8'          | Octava 8'    | II/P   |
| Gamba 8'          | Rörflöjt 8'            | Gedackt 8'   | II/I   |
| Gedackt 8'        | Tvärflöjt 4'           | Octava 4'    |        |
| Octava 4'         | Fugara 4'              | Nachthorn 2' |        |
| Spetsflöjt 4'     | Italiensk Principal 2' | Mixtur IV    |        |
| Kvinta 2 2⁄3'     | Nasat 1 1⁄3'           | Fagott 16'   |        |
| Waldflöjt 2'      | Scharf III             | Skalmeja 4'  |        |
| Sesquialtera II   | Dulcian 16'            |              |        |
| Mixtur IV-V       | Oboe 8'                |              |        |
| Trumpet 8'        | Tremulant              |              |        |
|                   | Crescendosvällare      |              |        |

#### Kororgel
Kororgeln byggdes 1977 av Robert Gustavsson Orgelbyggeri AB, Härnösand. 
| Manual C-g3 (svällskåp)  | Pedal C-d1 | Koppel  |
| Gedackt 8' B/D           | Subbas 16' | Man/Ped |
| Principal 4' B/D (fasad) |            |         |
| Rörflöjt 4' B/D          |            |         |
| Waldflöjt 2' B/D         |            |         |
| Scharf II B/D            |            |         |

### Webbkällor
- Hanebo-Segersta församling
- byggnadspresentation